# 7737 Sirrah
7737 Sirrah este un asteroid din centura principală de asteroizi.

## Descriere
7737 Sirrah este un asteroid din centura principală de asteroizi. A fost descoperit pe 5 noiembrie 1981 la Stația Anderson Mesa de Edward L. G. Bowell. El prezintă o orbită caracterizată de o semiaxă mare de 2,44 ua, o excentricitate de 0,19 și o înclinație de 2,0° în raport cu ecliptica.